# 横須賀市立高坂小学校
横須賀市立高坂小学校（よこすかしりつ こうざかしょうがっこう）とは、神奈川県横須賀市西浦賀3-1-1にある市立小学校。

## 沿革
- 1926年（大正15年） - 三浦郡浦賀町立尋常高坂小学校として開校。
- 1941年（昭和16年）4月1日 - 国民学校令により、浦賀町高坂国民学校に改称。
- 1943年（昭和18年）4月1日 - 浦賀町が横須賀市に編入されたため、横須賀市高坂国民学校に改称。
- 1947年（昭和22年）4月1日 - 学制改革により現校名に改称。
- 2009年（平成21年） - 2学期制になる。

## 通学区域
2014年度は以下の通りである。
- 浦賀7丁目
- 浦賀丘
- 西浦賀
- 光風台
- 南浦賀

また、久里浜台1、2丁目は横須賀市立久里浜小学校の通学区域であるが、通うことができる。

## 進学先中学校
通学区域の全域が横須賀市立浦賀中学校に進学する。
光風台7番（3号～7号を除く）、8番、9番、10番1号～13号まで、11番、12番（1号、2号を除く）は横須賀市立久里浜中学校にも進学できる。
また、公立学校選択制により以下の学校を選択できる。
- 横須賀市立大津中学校
- 横須賀市立馬堀中学校
- 横須賀市立鴨居中学校
- 横須賀市立久里浜中学校
- 横須賀市立神明中学校

## 交通
- 京浜急行バス 高坂小学校上バス停よりすぐ

## 著名な出身者
- 髙山樹里（女子ソフトボール選手）
- 鈴木達也（サッカー選手）
- 窪塚愛流（俳優）※大阪市立堀江小学校へ転校